# 基哈罗县

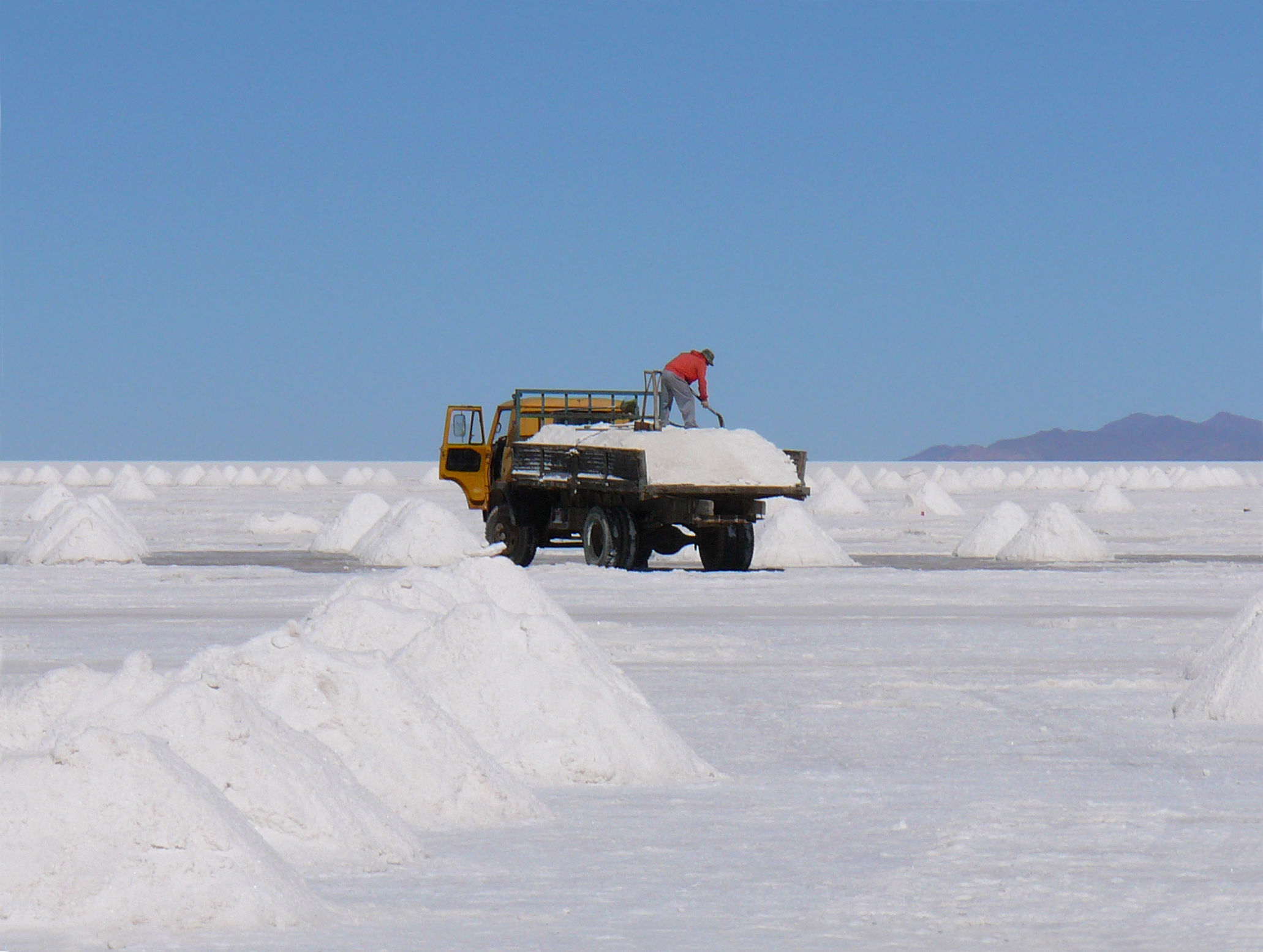

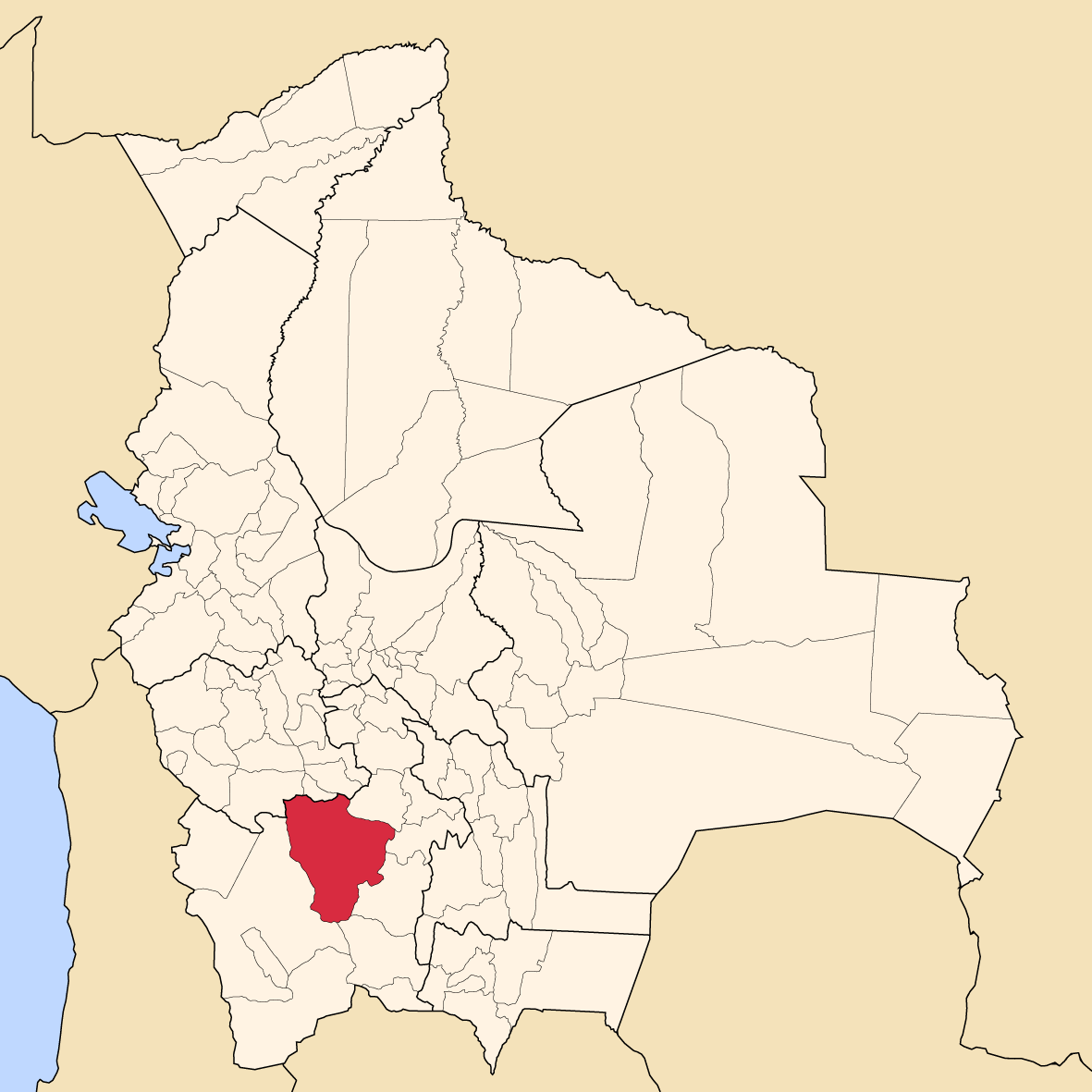

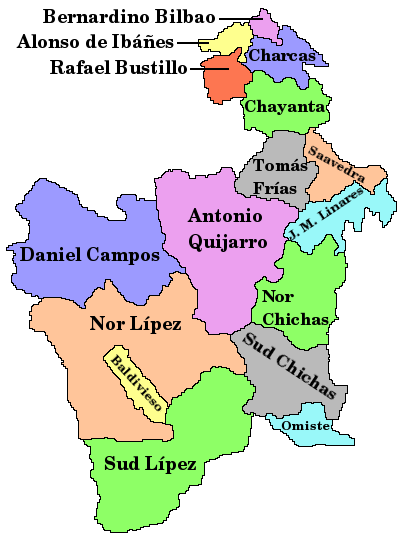

基哈羅县（西班牙語：Provincia de Quijarro），是玻利維亞的县份，位於該國西南部，屬於波托西省的一部分，县府設於烏尤尼，面積17,449平方公里，2001年人口37,428，人口密度每平方公里2.1人。